# 불가리아 제1제국
불가리아 제1제국(영어: First Bulgarian Empire) 또는 불가리아 제1차르국(불가리아어: Първo българско царство 퍼르보 벌가르스코 차르스트보)은 680년경 불가르인들이 발칸 반도 동북부에 건국한 중세 국가이다. 불가르인들은 비잔티움 제국을 몰아낸 후 남슬라브족 정착민들과 동맹을 맺었다. 그들의 영향력은 부다페스트와 흑해 사이에서 확산되었으며 드네프르강에서 아드리아해에 이르렀다. 그들의 지위가 발칸반도 내에서 공고화하면서, 비잔티움 제국과의 관계는 수세기에 걸쳐 때로는 친밀하게, 때로는 적대적으로 유지되었다. 불가리아는 계속적인 전쟁의 결과로 발칸 반도에서 비잔티움 제국의 가장 주요한 적으로 떠올랐다. 하지만 두 나라의 관계는 이슬람 제국의 두번째 콘스탄티노폴리스 포위를 분쇄하는데 불가리아 군대가 중요한 역할을 하면서 평화와 동맹의 시기를 맞았다. 비잔티움 제국은 불가리아에 문화적으로 강력한 영향력을 발휘했고, 마침내 864년 불가리아에 기독교를 전파하였다. 아바르족의 붕괴 이후 불가리아는 그들의 영토를 판노니아 평원(현재의 헝가리)까지 확장하였다. 이후 불가리아인들은 페체네그인과 쿠만족의 성장과 직면하였고, 마자르족에 결정적인 승리를 거두어 그들을 영구히 판노니아에 정착시켰다.
9세기와 10세기 초반 동안 차르 시메온 1세는 비잔티움 제국에 계속적인 승리를 거두었고, 불가리아 제국은 절정에 도달하였다. 917년 안키알로 전투에서 비잔티움 군대를 전멸시켰고, 923년과 924년에는 콘스탄티노폴리스를 포위하였다. 이후 비잔티움 제국은 회복세를 맞았고 1014년 바실레이오스 2세의 치세에 클레이디온 전투(벨라시차 전투)에서 불가리아군에 큰 타격을 가하였다. 1018년에 마지막 불가리아 거점이 비잔티움 제국에 항복하였고, 불가리아 제1제국은 멸망하였다. 이는 1185년이 돼서야 불가리아 제2제국으로 계승되었다.
864년 기독교를 받아들인 후 불가리아는 슬라브 유럽의 중심지가 되었다. 그들의 선도적인 문화적 위치는 수도 프레슬라프에서 키릴 문자가 발명되면서 굳혀졌으며, 고대 불가리아어로 쓰여진 문학 작품들이 북방으로 전파되었다. 고대 교회 슬라브어로 알려진 고대 불가리아어는 남유럽의 공용어가 되었다. 927년에는 완전히 독립된 불가리아 정교회 총주교가 공식적으로 인정받았다.
7세기와 10세기 사이에 불가르족과 다른 부족들은 압도적인 수를 차지하고 있던 슬라브족 들에게 점진적으로 흡수되었고, 남슬라브족의 언어를 채택하였다. 10세기 후반까지 '불가리아'라는 이름은 토착 거주민들과 그들의 언어, 문학의 일반적인 명칭이 되었다. 교회 슬라브어의 발전은 남슬라브족의 주변 민족으로의 동화를 막았고, 불가리아의 개별적 정체성의 형성을 촉진하였다.

## 국명
제1차 불가리아 제국은 681년 비잔티움 제국에 공인된 후 단순히 '불가리아'라고 알려져 왔다. 몇몇 역사가들은 도나우 불가리아와 같은 국명을 사용하기도 하였다. 681년에서 864년 사이에는 불가르인 그룹의 볼가 불가르와 구별하기 위해 불가리아 칸국, 도나우 불가리아 칸국, 도나우 불가르 칸국 으로도 알려졌다. 이 국가의 초기에는 불가르 국가 혹은 불가르 칸국 으로도 불렸다. 864년과 917년/927년 사이에는 불가리아 공국으로도 알려졌다.
남쪽의 비잔티움 제국과 북서부의 아바르족에 대항하여 상호간의 보호를 위해 불가르족과 남슬라브족의 연합으로 만들어진 제1차 불가리아 제국은 불가르족의 관습으로 통치되어 칸이 통치자가 되었다. 남슬라브족들은 상당한 자치권을 가졌고 마침내 그들의 언어와 전통은 슬라브 국가가 되어 불가리아 문화와 국민을 형성하였다.

## 배경
로마 제국 말기에 현재의 불가리아 지역은 소 스키티아, 모에시아(상/하), 트라키아, 마케도니아, 다키아, 다르다니아, 로도페, 헤르미몬트 등의 몇몇 속주들로 구성되어 있었고, 로마화한 게타에족과 그리스화한 트라키아족들의 섞여 살았다. 계속적인 슬라브인의 이주 물결을 통해 6세기와 7세기 초기에 이 지역은 적어도 언어적으로는 거의 슬라브화하였다.

### 불가르족
불가르족은 튀르크적 요소와 스키타이-사르마티아적인 요소를 가지고 있었는데, 이들은 서돌궐 칸국의 일부를 형성하였다. 630년과 635년 사이 쿠브라트 칸은 불가르 부족을 통합하기 위해 노력하였고, 대 불가리아 혹은 오노구리아로 알려진 강력한 연합체를 형성하였다. 668년 강력한 하자르족의 압박으로 대 불가리아는 멸망하였다. 이후 아스파루흐 칸은 안전한 곳을 찾아 떠났다. 그는 30,000명에서 50,000명 사이의 불가르족을 이끌고 있었다. 680년 아스파루흐는 온갈 전투 이후 제 1차 불가리아 제국을 건국하였다. 이는 681년 비잔티움 제국에게 공식적인 국가로 승인되었다.

### 불가리아 민족의 형성
원래의 불가르족은 그들이 정착한 곳에서 슬라브족에 비해 압도적으로 수가 적었다. 7세기와 10세기 사이에 불가르족은 점진적으로 슬라브족에게 흡수되었고, 남슬라브족의 언어를 채택하고, 864년 보리스 1세의 치하에 기독교로 개종하였다. 현재의 불가리아인들은 남슬라브계 기원으로 여겨진다. 하지만, 슬라브족들은 불가르족에 정복된 지역의 집단 중 단지 하나였고, 슬라브족 자신들도 발칸의 이주민들이었다. 다른 주민들도 새로운 민족에 흡수되었다. 이 시기 로마화한 트라키아인이나 비잔티움화한 트라키아인들의 유민들의 흡수 과정 역시 이 새로운 민족 집단 형성에 큰 영향을 미쳤다. 이 단일 정체성 국가는 불가리아인이라는 이름으로 확정되어 지속되었고 동일한 이름의 국가를 유지하였다. 현재의 불가리아인들은 슬라브족 정체성을 수용하면서 기존의 비슬라브계 불가르족 국가와 트라키아인 조상들을 기리고 있다.

## 역사

### 발칸 정착의 확립

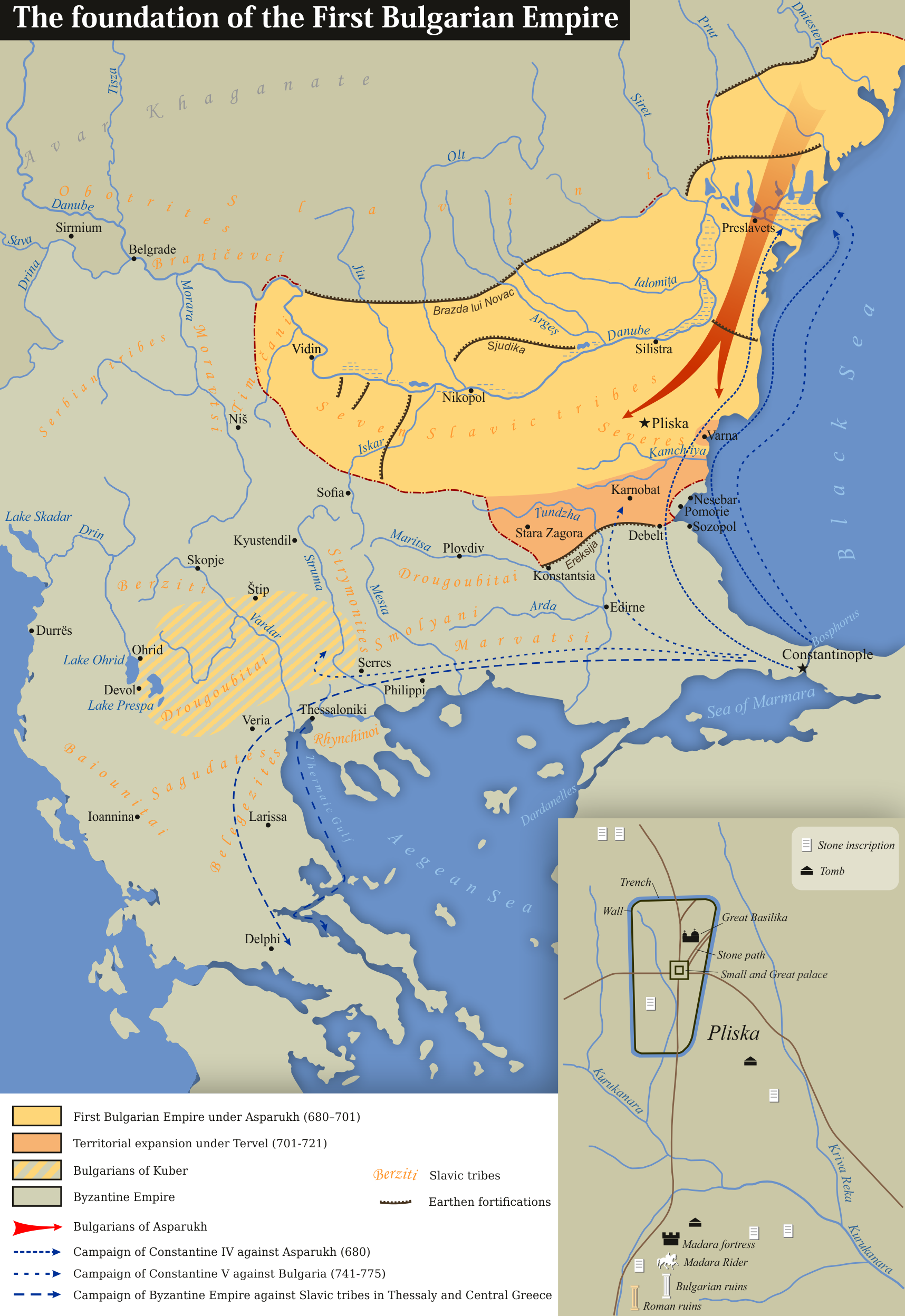
7세기의 불가리아.

680년 온갈라에서의 대승 이후 불가르족과 슬라브족의 군대는 발칸 산맥 이남으로 진군하였고, 비잔티움 제국을 다시 한번 격파하여 새로운 국경선을 확정하는 굴욕적인 평화 조약을 체결하게 하였다. 비잔티움 제국은 또한 불가리아에 매년 공물을 바쳐야 했다. 동시에 동쪽에서는 하자르족과의 전쟁이 계속되어 700년 아스파루흐는 그들과의 전투에서 전사하였다. 불가리아는 드니스테르강의 동쪽을 상실하였으나, 서쪽은 여전히 유지하고 있었다. 불가르족과 슬라브족은 협정을 맺어 국가의 수장은 불가르족의 칸이 차지하여 비잔티움 제국으로부터 국가를 보호할 의무를 가졌고, 슬라브족의 지도자는 상당한 자치권을 얻는 대신 카르파티아산맥의 북방 국경선을 아바르족으로부터 보호해야 했다.
아스파루흐 칸의 계승자인 테르벨 칸은 705년 폐위된 비잔티움 황제 유스티니아누스 2세가 제위를 되찾는데 도움을 주었다. 그 대가로 테르벨은 자고라 지역과 북부 트라키아를 얻어 발칸산맥 이남으로 영토를 확장하였다. 유스티니아누스 2세는 3년 후 이 지역을 되찾으려 했지만 안키알로에서 패배하였다. 716년 테르벨은 비잔티움 제국과 이를 인정받는 협정을 체결하였다. 717년-718년의 이슬람 제국의 콘스탄티노폴리스 포위에서 테르벨은 이를 돕기 위해 50,000명의 군대를 파견하였다. 불가리아는 대승을 거두어 30,000명의 아랍인들을 학살하였고, 테르벨은 동시대에 '유럽의 구원자'로 불렸다.

### 내부적 불안과 생존을 위한 투쟁
둘로 가문의 마지막 자손이었던 세바르 칸은 753년 사망하였다. 그의 죽음으로 불가리아 칸국은 정치적 위기에 빠졌고, 붕괴의 길로 들어섰다. 15년 동안에 7명의 칸이 등극하였고, 그들은 모두 살해당했다. 귀족들은 두 파벌로 나뉘어 비잔티움 제국과의 전쟁을 원하는 쪽과 평화 조약을 원하는 쪽으로 분열되었다. 비잔티움 제국의 황제 콘스탄티노스 5세는 이 위기를 활용하여 불가리아를 멸망시키기 위해 9번의 원정을 단행하였다. 764년 그는 불가리아의 텔레츠 칸을 안키알로에서 격파하였으나 비잔티움 제국은 더 북쪽으로 진군하지 못하였다. 775년 텔레리그 칸은 콘스탄티노스 5세를 속여 불가리아 궁정의 첩자들을 밝혀내었고, 수도 플리스카의 모든 비잔티움 첩자들이 처형당했다. 그의 후계자인 카르담 칸은 792년 마르켈리 전투에서의 위대한 승리로 유리한 전환점을 마련하였다. 비잔티움 제국은 참패하여 다시 칸에게 공물을 바치게 되었다. 이 승리의 결과로 위기는 종식되었고, 불가리아는 안정의 시기에 진입하였다.

### 영토 확장
위대한 크룸 칸의 시대(803-814)에 불가리아의 영토는 남북으로 팽창하여 도나우 강 중류와 몰다비아를 차지하여 오늘날 루마니아의 전역을 차지하였고, 809년에는 소피아를, 813년에는 아드리아노폴리스를 차지하였고 콘스탄티노폴리스를 위협하였다. 804년에서 806년 사이 불가리아 군대는 아바르족을 절멸시켰으며 도나우강 중류에서는 프랑크 왕국과 국경을 맞대었다. 811년 비잔티움의 대군은 플리스카 전투(바르비차 전투)에서 참패를 당하였다. 비잔티움 제국의 황제 니케포로스 1세는 그의 군대와 함께 살해당하였고, 그의 유골은 술잔으로 사용되었다. 크룸은 트라키아로 진군하였고, 813년 베르시니키아에서 다시 한번 비잔티움 군대를 격파하였다. 비잔티움 제국이 회담 도중 크룸 칸을 암살하려 시도한 후, 크룸은 트라키아 전역을 약탈하였고, 아드리아노폴리스를 포위하였고, 10,000명의 거주민들을 도나우강 유역으로 이주시켰다. 그는 콘스탄티노폴리스를 점령하기 위해 많은 준비를 하였다. 5,000개의 두꺼운 철판을 가진 전차가 공성 병기를 운반하기 위해 만들어졌다. 비잔티움인들은 프랑크의 황제 루트비히 경건왕에게 도움을 요청하였다. 하지만 크룸의 죽음으로 그 원정은 이루어지지 못하였다. 크룸 칸은 가난을 줄이고 그의 광대한 국토 내의 유대감을 고취하기 위해 법제 개혁을 시행하여 그의 국가 내의 모든 인민에 대한 동등한 통치와 처벌을 확립하였다.
오무르타그 칸의 재위 기간(814-831) 동안은 비잔티움 제국과 30년 간의 평화 조약을 체결하였고, 두 국가 내에서는 9세기 초반 10년간의 피비린내 나는 전쟁 후 경제적 복구가 이루어졌다. 827년에는 프랑크 왕국과의 북서부 국경도 도나우강 중류를 따라 국경선이 정착되었다. 거대한 궁전, 이교 사원, 통치자의 거주지, 요새, 성채, 급수 본관, 목욕탕 등 대규모의 건물이 석재와 벽돌을 이용하여 수도 플리스카에 지어졌다.
말라미르 칸의 짧은 재위 기간(831-836) 동안 중요한 도시 플로프디프가 국가에 병합되었다. 프레시안 칸의 치세(836-852)에 불가리아는 마케도니아의 대부분을 차지하였고, 국가의 국경선은 아드리아해와 에게해에 이르렀다. 비잔티움 역사가들은 불가리아의 마케도니아 확장에 대해 어떠한 저항도 언급하지 않았기에, 이 팽창은 매우 평화적으로 이루어졌다는 결론을 내릴 수 있다. 839년과 842년 사이 불가리아는 세르비아와 전쟁을 벌였지만 큰 진전이 없었다.

### 보리스 1세 시대의 불가리아

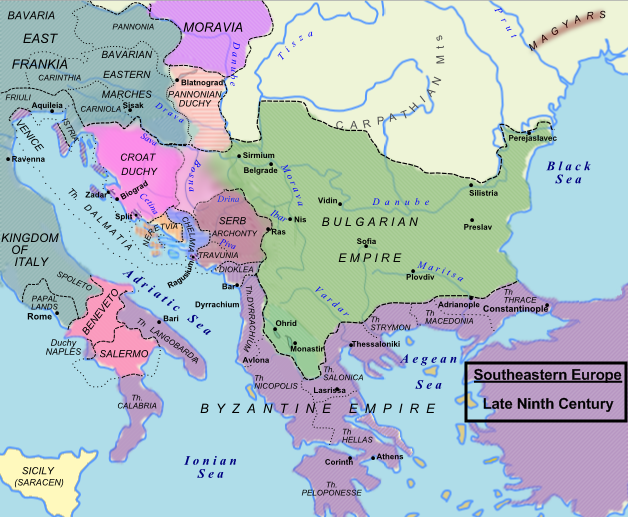
보리스 1세 치하의 불가리아.

보리스 1세의 재위 기간(852-889) 동안 많은 좌절이 시작되었다. 10년간 비잔티움 제국, 프랑크 제국, 대모라바, 크로아티아, 세르비아와 전쟁을 벌였고 아무도 동맹으로 만들지 못하였다. 863년 8월 40일 간의 지진이 발생하였고, 흉년이 발생하여 국가 전체에 기근이 일어났다. 또한 메뚜기떼가 창궐하였다.

#### 기독교화
864년 비잔티움 제국의 미카일 3세는 불가리아가 서방 세계의 예식으로 기독교를 받아들이려 한다는 의심으로 불가리아를 침공하였다. 침공 사실을 안 보리스 1세는 평화 협상을 시작하였다. 비잔티움 제국은 콘스탄티노폴리스로부터 기독교를 수용하는 것을 요구하였다. 보리스 1세는 이를 수용하여 865년 9월 세례를 받았고 미카일 3세를 대부로 하면서 세례명으로 이름을 택하여 보리스-미하일이 되었다. 이교의 이름은 "칸"은 폐지되고 "크냐즈(княз)"가 채택되었다. 하지만 기독교 개종의 이유는 비잔티움의 침략이 아니었다. 보리스 1세는 통찰력이 있는 인물이었고 아직도 종교적 기반에 따라 분열되어 있던 불가리아 국가가 단일 종교를 통해 통합될 수 있다고 예상하였다. 그는 또한 그의 국가가 종교적인 이유로 기독교 세계에서 널리 인정받지 못하고 체결한 조약도 조인국에게 무시당한다는 것을 알고 있었다.
비잔티움 제국의 목적은 지난 2세기 동안의 전쟁 후에도 이루지 못한 평화를 이루는 것이었다. 비잔티움 제국은 기독교를 통해 불가리아를 서서히 흡수하여 위성 국가로 만들고자 하였고, 새로운 불가리아 교회의 수장은 파견된 그리스어로 설교하는 비잔티움인이었다. 보리스 1세는 이와 같은 사실을 파악하고 866년 콘스탄티노폴리스에서 불가리아 교회에 자주성을 부여하는 것을 거부하자, 그는 로마 교황 니콜라오 1세에게 사절단과 함께 115개의 질문을 보내어 서방 교회의 예식으로 기독교를 개종하고자 하는 의지를 피력했다. 보리스 1세의 목적은 비잔티움 제국과 가톨릭의 간섭을 막기 위해 불가리아 교회의 독립성을 확립하는 것이었기에 그는 로마 교회와 콘스탄티노폴리스의 대립 속에서 이득을 취하려 하였다. 보리스의 질문에 대한 교황의 자세한 질문이 두 주교에 의해 전해졌고, 그 주교들은 불가리아인들 사이에서 논란을 심화시키려 했다. 하지만 니콜라오 1세와 그의 후계자 교황 하드리아노 2세 역시 독립적인 불가리아 교회를 거부하였고, 이는 양측의 관계를 냉각시켰다. 하지만 불가리아의 로마를 향한 움직임은 비잔티움을 좀더 유화적으로 만들어,[870년 제 4차 콘스탄티노폴리스 공의회에서 콘스탄티노폴리스 총대주교의 결정 하에 독립적인 동방 정교회로 인정받았다. 이는 로마와 콘스탄티노폴리스 교회가 분열된 후 첫 번째로 공식적으로 인정된 교회였다. 893년 마침내 고대 불가리아어가 공식 언어가 되었고, 교회 의식과 기독교 문학에 사용되었다.

#### 슬라브 문자 체계의 등장

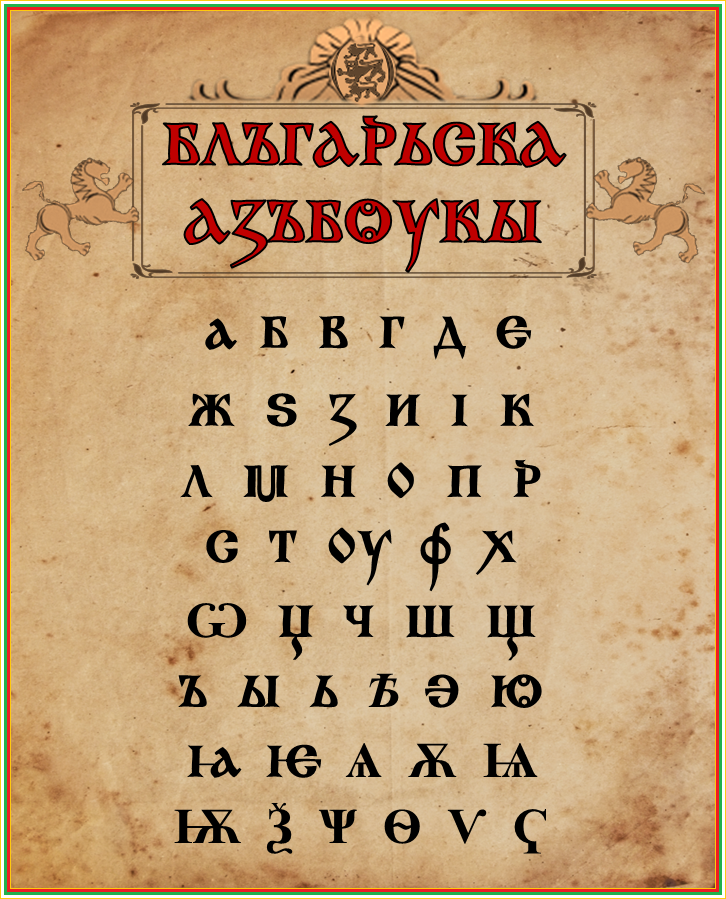
고대 불가리아어 문자

비록 불가리아의 통치자들이 독립적 교회를 확보하는데 성공하였으나, 여전히 고위 성직자는 그리스인이었고 신학 책들은 그리스어로 되어 있었으며, 이는 대중들을 새로운 종교로 개종하는 것을 지연시켰다. 860년과 863년 사이 성 키릴와 메토디가 대모라바 왕국의 선교를 목적으로 파견되었으나 이 시도는 실패로 끝나고, 키릴과 메토디의 제자 성 클레멘트와 성 나움 등이 대모라바에서 추방당하여 불가리아에 이르자, 보리스 1세는 이들을 환영하였다. 보리스 1세는 그들에게 신학 학교의 설립을 위임하였고 그곳에서 미래의 불가리아 성직자들이 불가리아 토착어로 교육받았다. 클레멘트는 불가리아 남서부의 오흐리드로 보내져서 그곳에서 886년과 893년 사이에 3,500명의 제자를 가르쳤다. 나움은 수도 플리스카에 문예 학교를 설립하였고, 이는 후에 새 수도 프레슬라프로 옮겨졌다. 893년 프레슬라프 공의회를 통해 불가리아는 글라골 문자와 고대 교회 슬라브어를 교회와 국가의 공식 언어로 채택하였고, 비잔티움 수도사들을 추방하였다. 10세기 초반 키릴 문자가 프레슬라프 문예 학교에서 고안되었다.

### 황금기

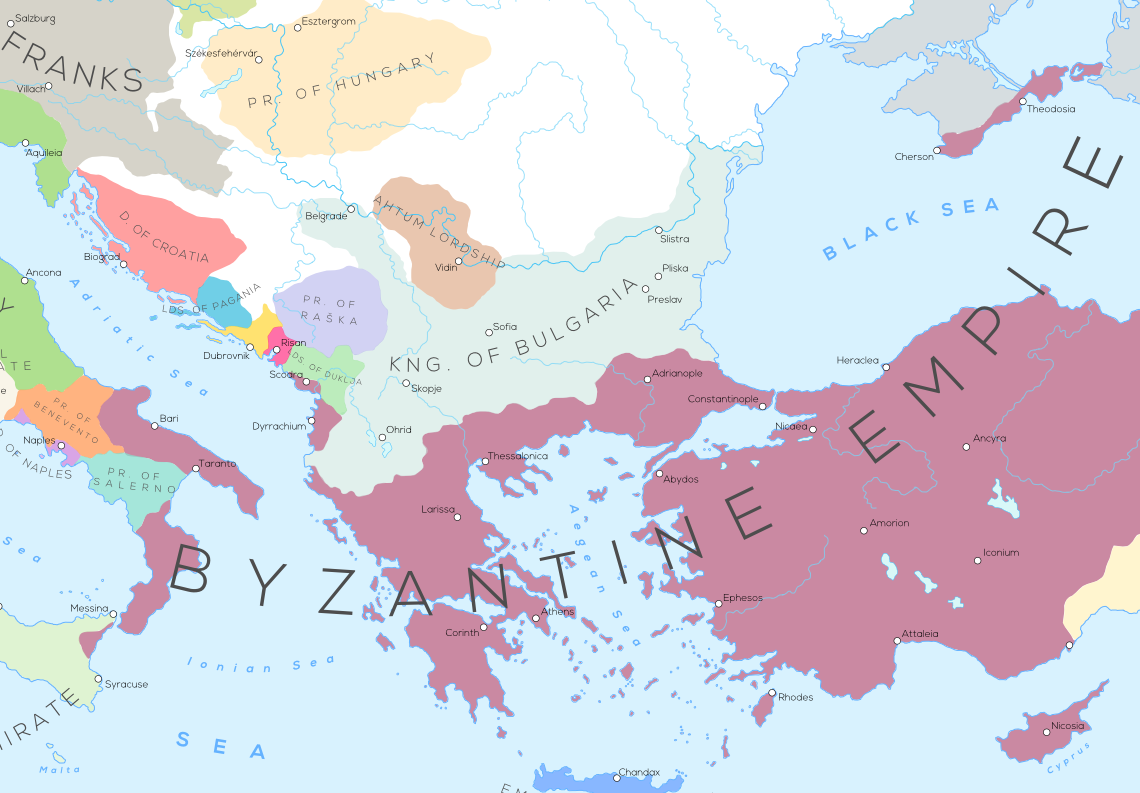
9세기에서 10세기 동안의 제 1차 불가리아 제국.

시메온 1세 치하의 불가리아 제국.

9세기 후반에서 10세기 후반에 이르러 불가리아는 남쪽으로는 에피루스와 테살리아, 서쪽으로는 보스니아, 북쪽으로는 현재의 루마니아와 동부 헝가리까지 확장하였다. 세르비아 국가는 9세기 중반 불가리아의 팽창에 대응하여 모라바 서쪽에서 등장하였다. 비잔티움 제국과 불가리아에 번갈아가며 충성하던 세르비아 통치자들은 924년 불가리아 장군이자 소피아의 백작으로 추정되는 마르마이스에게 종속될 때까지 불가리아 통치자들의 공격에 성공적으로 저항하였다. 콘스탄티노폴리스에서 교육받은 차르 시메온 1세의 시기에 불가리아는 비잔티움 제국의 가장 큰 위협이었으며 최대 영토 확장을 이룩하였다. 시메온 1세는 콘스탄티노폴리스를 취하고자 하였고 그의 긴 재위 기간(893-927) 동안 비잔티움 제국과 계속적으로 전쟁을 벌였다. 그의 치세 말기에 불가리아의 국경은 아티카의 북부 경계에 이르렀다. 시메온 1세는 자신을 "불가리아인의 황제(차르)이자 그리스인의 전제군주"로 칭하였고, 교황에게 인정받았으나 비잔티움 제국의 콘스탄티노폴리스 총대주교에게는 인정받지 못하였다. 그는 그의 치세 말기에 비잔티움 황제와 총대주교에게 "불가리아인의 황제(차르)"로 인정받았을 뿐이었다.
894년과 896년 사이에 그는 비잔티움 제국과 그들의 동맹인 마자르족을 불가리아 무역소를 콘스탄티노폴리스에서 솔룬으로 옮겼다는 구실로 일으킨 "무역 전쟁"에서 격파하였다. 불가로피곤 전투에서 비잔티움 군대는 참패하였고, 비록 평화를 깬 자는 시메온 1세였지만 불가리아는 전쟁을 성공적으로 끝냈다. 904년 그는 아랍인들에게 약탈당하였던 솔룬을 점령하였고, 시메온 1세는 마케도니아의 슬라브인 거주 지역과 알바니아의 드라치와 같은 중요한 마을을 포함한 20개 요새를 점령한 후 비잔티움 제국에게 반환하였다.
913년 비잔티움 제국이 알렉산드로스 황제 사후 혼란에 빠지자 시메온 1세는 비잔티움령 트라키아를 침공하였지만, 시메온 1세의 황제위에 대한 공식적 인정과 그의 딸과 어린 황제 콘스탄티노스 7세의 결혼을 조건으로 귀환하였다. 시메온 1세는 비잔티움 제국의 섭정이 되고자 하였고 일시적으로 비잔티움 제국을 통치하였다. 하지만 콘스탄티노스 7세의 모친이자 비잔티움 제국의 황후 조에의 음모로 그 결혼과 시메온 1세의 칭호는 거절되었고, 전쟁으로 이어졌다. 917년 시메온은 비잔티움 제국과 마자르족, 페체네그인, 세르비아의 동맹 시도를 막았고, 비잔티움 제국은 혼자서 싸우게 되었다. 8월 20일 두 군대가 안키알로에서 벌인 전투는 중세의 가장 위대한 전투 중 하나였다. 비잔티움 제국은 전례없는 패배를 당했고, 70,000명이 전사하였다. 불가리아의 추격군은 카타시르타이에서 잔존 적군을 격파하였다. 콘스탄티노폴리스는 서부에서의 세르비아의 공격으로 구원되었다. 세르비아 군대는 패배하였지만, 그들의 공격은 비잔티움의 해군 제독이자 후일 황제가 되는 로마노스 1세 레카페노스에 의해 도시를 방어할 준비를 할 수 있게 해주었다. 이후 10년간 불가리아는 콘스탄티노폴리스와 펠로폰네소스반도를 제외한 발칸 반도 전역을 통치하였다.
보스니아 고지의 전쟁이라 불리는 926년의 불가리아-크로아티아 전쟁에서 알로고투르 공작은 크로아티아를 공격하였다. 크로아티아는 토미슬라브 왕의 치하에서 불가리아군을 격파하였고 시메온의 서부로의 확장은 중단되었다.

### 쇠퇴
927년 시메온의 사후 불가리아의 국력은 점차 쇠퇴하였다. 같은 해에 체결된 평화 조약을 통해 비잔티움 제국은 시메온의 아들 페터르 1세의 황제위와 불가리아 총대주교를 인정하였다. 하지만 비잔티움 제국과의 평화는 불가리아에 번영을 가져오지 않았다. 그의 치세 초반에 페터르는 내부의 불안정과 그의 형제들의 불만에 직면하였으며, 930년에는 라쉬카의 독립을 인정하여야 했다. 가장 큰 타격은 북방으로부터였다. 934년과 965년 사이에 불가리아는 마자르족에 다섯 번이나 침략받았다. 944년 불가리아는 페체네그인에 침략받았고, 그들은 제국의 북동부를 약탈하였다. 페터르 1세와 보리스 2세의 치하에 불가리아는 평등주의적인 보고밀주의 이단에 의해 분열되었다.
968년 불가리아는 키예프 루스에게 공격받았고, 그들의 통치자인 스뱌토슬라프  1세는 프레슬라프를 점령하였다. 3년 후 비잔티움 제국의 황제 요한네스 1세 치미스케스는 이 분쟁에 개입하여 스뱌토슬라프  1세를 도로스톨론에서 격파하였다. 보리스 2세는 포로로 잡혔으며 콘스탄티노폴리스에서 그의 황제위를 박탈당했고 동부 불가리아는 비잔티움 제국의 보호령이 되었다.

### 멸망

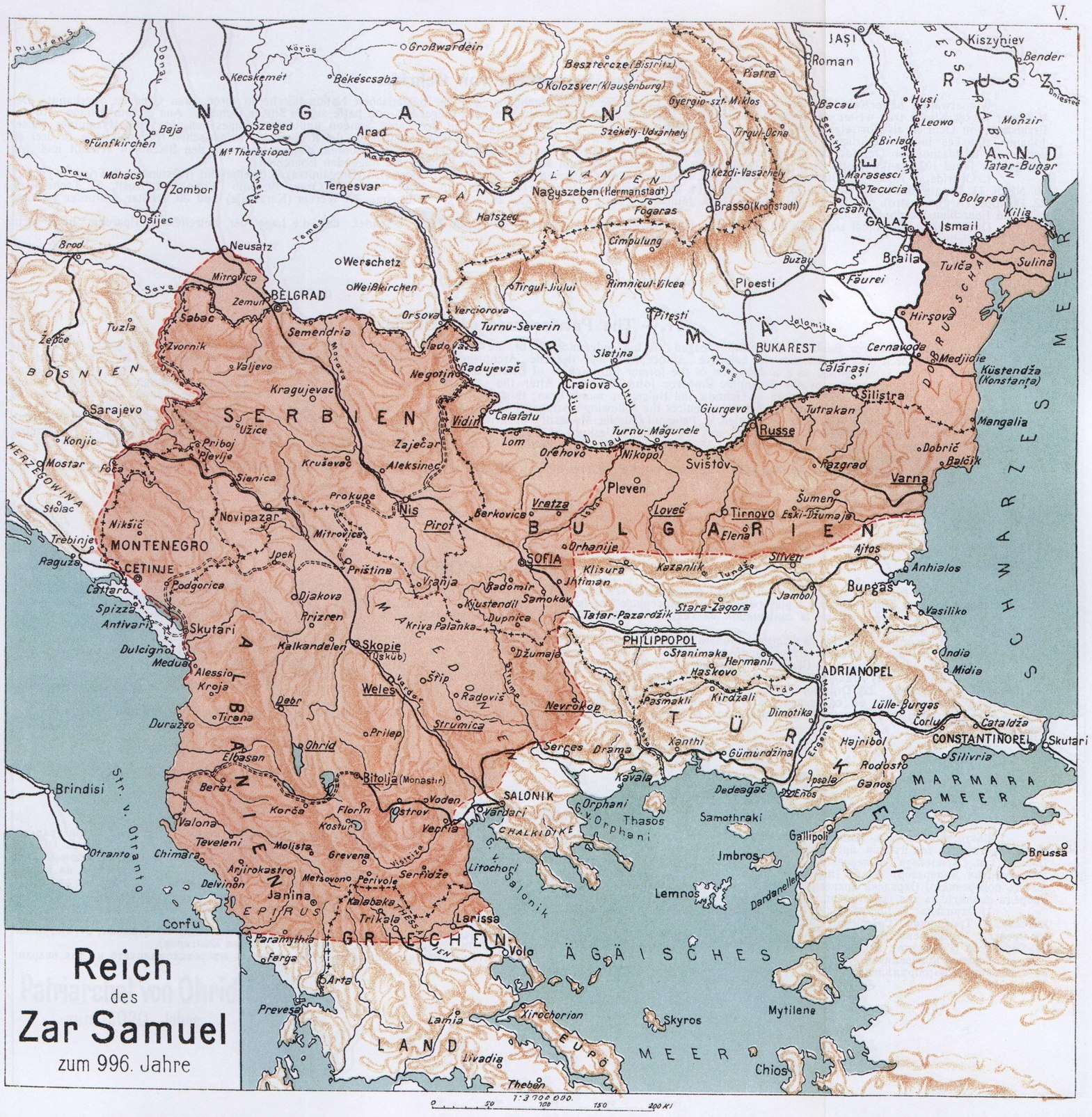
사무일 치하의 불가리아.

비잔티움 제국의 점령 이후 이스카르 강 서부 지역은 불가리아에 남았고, 코미토풀리 형제의 주도로 비잔티움에 대한 저항 운동이 일어났다. 976년 그들의 막내인 사무일이 그의 형들의 사후 모든 권력을 장악하였다. 크룸 왕가의 후손은 로만은 콘스탄티노폴리스에서 탈출하여 비딘에서 사무일에 의해 황제로 인정받았고, 사무일은 불가리아 군대의 통수권자가 되었다. 명석한 장군이자 뛰어난 정치가였던 사무일은 불가리아의 국운을 되돌리기 위해 노력하였다. 비잔티움 제국의 새 황제 바실레이오스 2세는 986년 트라얀 관문의 전투에서 대패하였고 간신히 탈출하였다. 5년 후 사무일은 라쉬카의 세르비아를 멸망시켰다. 997년 로만의 사후 사무일은 불가리아의 황제로 즉위하였다. 그러나 1001년 이후 전쟁은 불가리아의 옛 수도 플리스카와 프레슬라프를 점령한 비잔티움 제국에 유리하게 변하였고, 1004년부터 불가리아에 대한 원정을 실시하였다. 비잔티움 제국은 1003년 새로 등장한 헝가리와 불가리아의 전쟁에서 이득을 취하였다. 비잔티움 제국은 스페르헤이와 스코페에서 약화한 불가리아군을 격파하였고, 바실레이오스 2세는 체계적으로 불가리아의 거점들을 점령해 나갔다. 마침내 1014년 클레이디온 전투(벨라시차 전투)에서 불가리아는 완전히 패배하였다. 바실레이오스 2세는 포로로 잡은 불가리아군의 백단위로 나누어 100명 중 99명을 장님으로 만든 후, 남은 한명은 한쪽 눈만 남긴 후 그의 동료들을 데리고 가도록 하였다.(바실레이오스 2세는 "불가록토노스", 즉 불가르인의 학살자라는 별명을 얻었다.) 차르 사무일은 이것을 보고 심장마비로 사망하였다. 1018년 마지막 불가리아 거점이 항복하였고 제 1차 불가리아 제국은 멸망하였다.

## 문화
제 1차 불가리아 제국의 문화적 유산은 불가리아 역사가들에 의해 플리스카-프레슬라프 문화로 정의되며, 이는 대부분의 문화재가 집중적으로 남아있는 제 1차 불가리아 제국의 수도에서 명명한 것이다. 많은 문화재들이 북동부 불가리아 지역의 슈멘, 노비파자르 등에서 발견되며 뿐만 아니라 오늘날의 루마니아 지역에서도 발견할 수 있고, 루마니아 고고학자들은 이를 "드리부 문화"라고 부른다. 제1차 불가리아 제국의 유물들은 또한 현재의 우크라이나와 몰도바에 분할된 베사라비아 지역에서도 찾아볼 수 있다.

### 건축
초기 불가리아 건축의 가장 중요한 특징은 당대 비잔티움 양식이 사용되지 않고 로마 양식이 사용되었다는 것이다. 플리스카의 건축물에 사용된 양식 크게 두가지가 있다. 먼저 건축물의 재료는 목재와 벽돌이다. 두번째로 방어 성벽의 재료로는 석회암이 사용되었다. 프레슬라프의 요새 등 다른 곳에서도 같은 방식이 사용되었다. 요새들은 제 2차 불가리아 제국과는 다르게 평지에 건설되었다.
864년 기독교를 받아들인 후 99m 높이의 플리스카의 대 바실리카 성당과 프레슬라프의 황금 교회 등 교회와 수도원이 건설이 집중적으로 이루어졌다. 대부분의 교회들은 세 신랑으로 이루어졌다. 불가이아의 수도는 공공 및 종교 건물들에 장식된 세라믹들로도 유명했다. 아름다운 이콘과 교회 제단은 특별한 세라믹 타일을 이용해 만들어졌다. 또한 좋은 보석들을 생산해내는 금세공인 및 은세공인들도 많았다.

### 요업

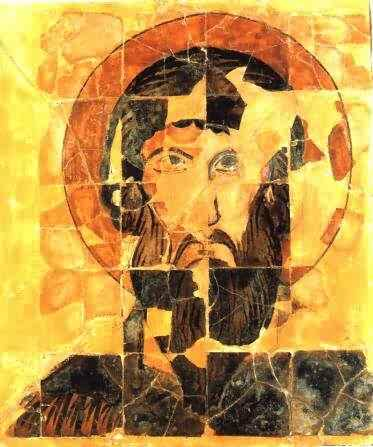
900년경 프레슬라프의 성 테오도르의 세라믹 이콘, 소피아 국립 고고박물관.

플리스카-프레슬라프 문화의 가장 널리 알려진 특징은 아랍의 영향을 받은 세라믹이 칠해진 판을 이용한 궁전과 교회의 장식이다. 세라믹 판들은 기하학적이거나 식물성 원료로 채색되었고, 성인에 대한 약간의 묘사도 가미되었다. 가장 잘 알려진 것은 프레슬라프 교외의 성 판텔레이몬 수도원의 폐허에서 발견된 잘 보존되어 있는 20타일의 성 테오도르의 이콘이다. 타일들은 평평하거나 튜브 모양이며 반복되는 모티프의 프레이즈들로 배열되어 있다. 플리스카와 프레슬라프의 파괴로 인해 세라믹 장식들의 잔해들만이 남아 있다.
불가리아 국내의 사용되기 위한 도자기들은 노비 파자르의 네크로폴리스, 데브냐, 바르나가 주요 생산지였다. 이 그릇들은 슬라브 전통과는 달리 돌림판을 이용해 만들어졌다. 도자기를 굽기 위해 2층 짜리 오븐이 사용되었다. 초기 불가리아 도자기들의 모양과 장식은 캅카스산맥 북부, 크림반도 아조프해 근처와 유사하다.

### 문학
이 시기 불가리아어 문학은 고대 교회 슬라브어 문학이다. 테살로니카 출신의 선교사 키릴과 메토디 형제가 글라골 문자를 전파하였고, 이는 886년경 불가리아에 채택되었다. 글라골 문자와 고대 교회 슬라브어는 보리스 1세에 의해 세워진 프레슬라프와 오흐리드의 문예 학교를 중심으로 문학, 문화 활동으로 번영하였다. 10세기 초에는 프레슬라프 문예 학교에서 글라골 문자와 그리스 문자를 차용하여 새로운 문자인 키릴 문자를 고안하였다. 다른 이론에 의하면 오흐리드의 성 클레멘트에 의해 개발되었다고도 한다. 독실한 수도자이자 현자였던 이반 릴스키(릴라의 이반)는 불가리아의 수호 성인이 되었다.
시메온 1세는 그의 치세 동안 많은 수도사들을 불러 모아 그리스어 책들을 번역시키고 새로운 저작을 저술하도록 하였다. 가장 잘 알려진 인물들은 프레슬라프의 콘스탄틴, 이반 총주교, 체르노리제츠 흐라바르(역사학자들은 시메온 자신으로 여기기도 한다) 등이 있었다. 불가리아 수도사들의 저작들은 모든 슬라브 세계에 영향을 주었고, 고대 교회 슬라브어와 키릴 문자는 키예프 대공국, 중세 세르비아, 중세 크로아티아 뿐만 아니라 비슬라브 국가인 중세 왈라키아와 몰다비아까지 확산되었다.

### 종교
불가리아의 건국 이후 불가르족과 슬라브족들은 토착 종교를 믿었다. 불가르 종교는 일신교였고, 하늘의 신 텡그리를 믿었다. 815년 오무르타그 칸과 비잔티움 황제 레오 5세가 평화 협정을 맺었을 때, 레오 5세는 불가리아 전통에 따라 맹세하여야 했다. 비잔티움 역사가들은 이를 "가장 기독교적인" 통치자가 개를 베고 그들을 맹세의 증인으로 사용하는 등 이교도들의 의식을 수행하였다고 기록하였다. 슬라브족들은 많은 신들을 믿었고, 주요한 신은 페룬이었다. 9세기 중반 보리스 1세는 국민들을 결속시키기 위해 기독교를 받아들였다.

## 같이 보기
- 고대 대불가리아
- 불가리아 제2제국
- 트라키아인
- 동로마-불가리아 전쟁
- 불가리아의 군주
- 불가리아 정교회
- 고대 교회 슬라브어